# Leucania borbonensis
Leucania borbonensis is een vlinder uit de familie uilen (Noctuidae). De wetenschappelijke naam van deze soort is voor het eerst geldig gepubliceerd in 1996 door Guillermet.
De soort komt voor in tropisch Afrika.